# Michael Saruni
Michael Loturomom Saruni (né le 18 juin 1995 à Eldama Ravine) est un athlète kényan, spécialiste des courses de demi-fond.

## Biographie
Il n'est pas sélectionné pour les championnats du monde 2017 malgré sa troisième place obtenue sur 800 m lors des sélections kényanes.
Le 21 janvier 2018, à Albuquerque, il établit la meilleure performance mondiale de tous les temps en salle sur 600 mètres en 1 min 14 s 19. Étudiant à l'Université du Texas à El Paso, il établit le 28 avril 2018 à Tucson un nouveau record des championnats NCAA sur 800 m, en 1 min 43 s 25, son record personnel. 
Le 9 février 2019, à New York au cours des Millrose Games, il établit un nouveau record d'Afrique en salle du 800 m en 1 min 43 s 98, réalisant la deuxième meilleure performance de tous les temps en salle derrière le record du monde du Danois Wilson Kipketer (1 min 42 s 67).

## Records
| Épreuve | Épreuve      | Temps         | Lieu     | Date           |
| ------- | ------------ | ------------- | -------- | -------------- |
| 800 m   | En plein air | 1 min 43 s 25 | Tucson   | 28 avril 2018  |
| 800 m   | En salle     | 1 min 43 s 98 | New York | 9 février 2019 |